# Vilde (Vorname)
Vilde ist ein weiblicher Vorname.

## Herkunft und Bedeutung
Er ist die norwegische Kurzform von Alvilde.

## Verbreitung
Der Name kommt in Deutschland seit 2016 hin und wieder vor. In den letzten 10 Jahren wurden rund 30 Mädchen so genannt. In der Schweiz tragen sieben Personen den Namen (Stand 2023). Vilde wird auch in Dänemark und Schweden vergeben, er gilt dort als mäßig beliebt. Besonders verbreitet ist der Name hingegen in Norwegen. Seit Anfang der 1990er Jahre gehört er zu den beliebtesten Mädchennamen. Von 1945 bis 2023 wurde der Name etwa 9.200 Mal vergeben. Die Vergabe ist auch in Kanada nachgewiesen.

## Bekannte Namensträgerinnen
- Vilde Frang (* 1986), norwegische Geigerin
- Vilde Ravnsborg Gurigard (* 1987), norwegische Biathletin, Skilangläuferin und Radsportlerin
- Vilde Ingstad (* 1994), norwegische Handballspielerin
- Vilde Ingeborg Johansen (* 1994), norwegische Handballspielerin
- Vilde Kaurin Jonassen (* 1992), norwegische Handballspielerin
- Vilde Nilsen (* 2001), norwegische Paraskilangläuferin
- Vilde Bøe Risa (* 1995), norwegische Fußballspielerin
- Vilde Tangnes (* 1999), norwegische Rennrodlerin
- Anne Vilde Tuxen (* 1998), norwegische Wasserspringerin